# Лієшть (комуна)
Лієшть, Лієшті (рум. Liești) — комуна у повіті Галац в Румунії. До складу комуни входить єдине село Лієшть.
Комуна розташована на відстані 173 км на північний схід від Бухареста, 43 км на північний захід від Галаца.

## Населення
За даними перепису населення 2002 року у комуні проживали 11 147 осіб.
Національний склад населення комуни:
| Національність | Кількість осіб | Відсоток |
| -------------- | -------------- | -------- |
| румуни         | 10443          | 93,7%    |
| цигани         | 699            | 6,3%     |
| німці          | 3              | < 0,1%   |
| угорці         | 1              | < 0,1%   |

Рідною мовою назвали:
| Мова      | Кількість осіб | Відсоток |
| --------- | -------------- | -------- |
| румунська | 10452          | 93,8%    |
| циганська | 693            | 6,2%     |
| угорська  | 1              | < 0,1%   |

Склад населення комуни за віросповіданням:
| Релігія        | Кількість осіб | Відсоток |
| -------------- | -------------- | -------- |
| православні    | 11036          | 99,0%    |
| старообрядці   | 86             | 0,8%     |
| лютерани       | 11             | 0,1%     |
| римо-католики  | 2              | < 0,1%   |
| греко-католики | 1              | < 0,1%   |
| адвентисти     | 1              | < 0,1%   |
| атеїсти        | 1              | < 0,1%   |